# Ivan Bloch
Ivan Stanislavovic Bloch (24 de juliol de 1836, Radom, Polònia - 25 de desembre, 1902/1901, Varsòvia, Polònia) va ser un banquer i empresari del ferrocarril polonès que va dedicar la vida privada a l'estudi de la història militar moderna. Bloch estava intrigat per la victòria devastadora de Prússia sobre França el 1870, el que li feia pensar que la solució militar als problemes diplomàtics havia quedat obsoleta a Europa. Va publicar la seva obra mestra de sis volums, La Guerre Future, a París el 1898.

## Contribució a la teoria militar
L'anàlisi detallat de Bloch de la història militar i les seues implicacions tàctiques, estratègiques i polítiques va ser àmpliament llegida al llarg de tot Europa. Els arguments principals de Bloch eren:
- La nova tecnologia armamentista (com ara les metralletes o la millora dels rifles)havia fet que les maniobres a camp obert, com ara les càrregues amb baionetes i cavalleria, fossin obsoletes. Bloch va arribar a la conclusió de què una guerra entre les grans potències seria una guerra de trinxeres i que els atacs ràpids i les victòries decisives eren, per tant, cosa del passat. Va ser capaç de calcular que els homes atrinxerats tindrien un avantatge de 4 contra 1 davant d'infanteria avançant a camp obert.
- Les societats industrials haurien de resoldre la situació d'empat resultant enviant exèrcits cada vegada més grans, fins a arribar a nombres de milions d'homes, contrastant amb les desenes de milers de les guerres anteriors. El front de batalla resultant seria enorme. Una guerra d'aquest tipus no es podria, com es feia anteriorment, resoldre ràpidament.
- La guerra es convertiria en un duel de poder industrial, una qüestió de possibilitats econòmiques. Hi hagué greus conseqüències econòmiques i socials, com ara risc de gana, malalties, i la "ruptura de tota l'organització social", el que portaria a revolucions.